# Girolamo Troppa
Girolamo Troppa (Rocchette in Sabina, 2 ottobre 1636 – Terni, Ottobre 1711) è stato un pittore italiano.

## Biografia

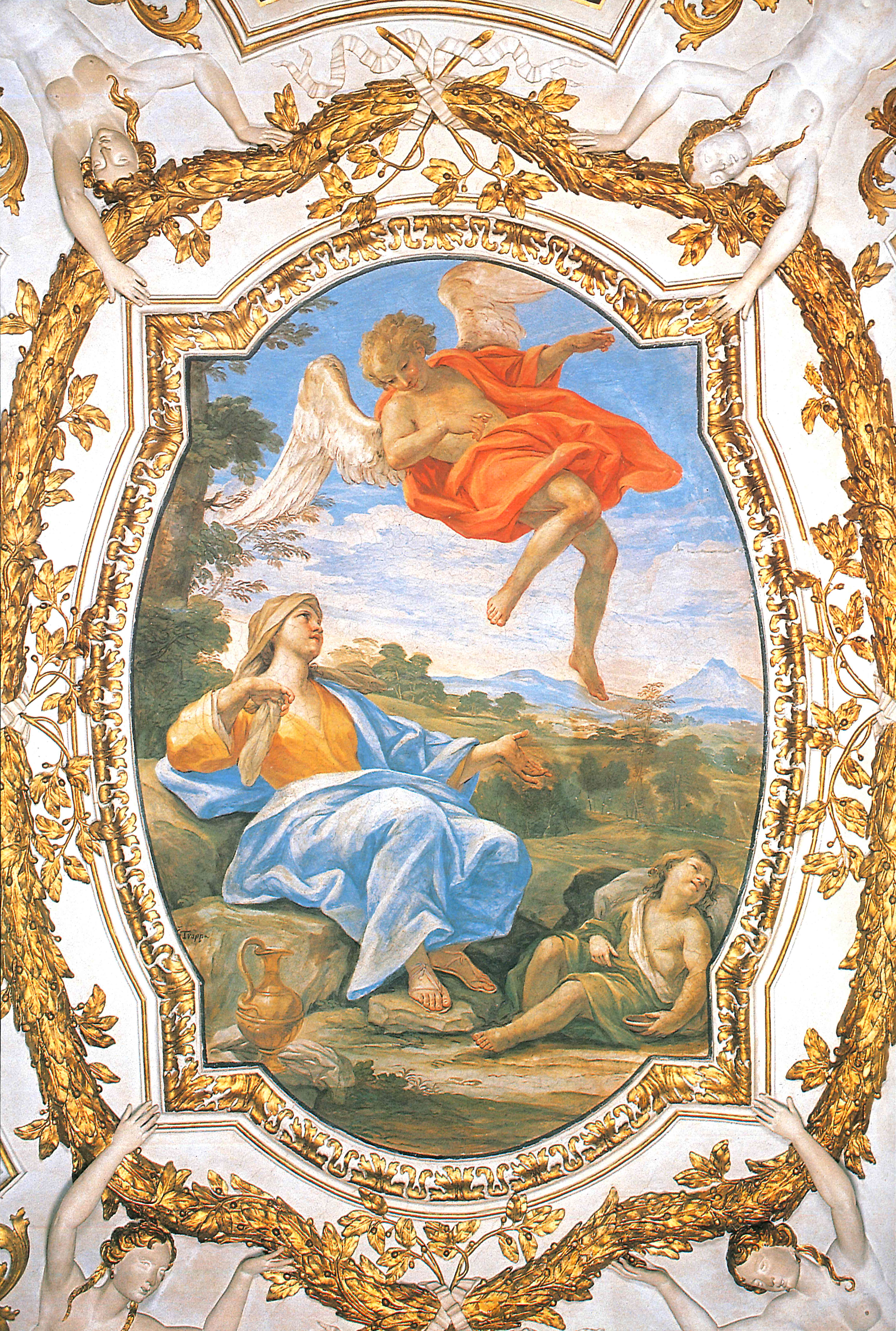
Agar ed Ismaele nel deserto salvati dall'Angelo (Girolamo Troppa, XVII secolo, Palazzo Montani, Terni)

Girolamo Troppa è un pittore del Seicento, presente nella scena artistica romana e del centro Italia, con moltissime opere sparse per chiese e musei nel territorio nazionale, in Europa e in America. Un artista versatile e un personaggio estroso, eclettico, geniale, ma anche focoso e passionale, dalle caratteristiche particolari, tali da potersi adattare a vari contesti, ma senza perdere la sua predominante. Frequentò a Roma, nella prima giovinezza, botteghe di pittura minori dove imparò l'arte del disegno per poi divenire alunno di importanti e celebri artisti come Mario Nuzzi (Mario dei Fiori), Lazzaro Baldi e Andrea Sacchi e forse anche Pier Francesco Mola (anche se non è presente nessuna conferma documentata). Frequentò l'Accademia di S. Luca a partire dal 1664, dove subì innegabilmente l’influsso del grande pittore Carlo Maratta che in quel periodo dirigeva l’Accademia; fin dai primi esordi dimostrò ampiamente il suo talento, e negli anni divenne un artista affermato e ricercato.
In qualche occasione collaborò con Giovan Battista Gaulli detto Baciccio, (con il quale nel 1665 si scontrò anche fisicamente a causa di alcune ciarle, riportandone una ferita in volto), ma sviluppò un suo modo caratteristico di dipingere personalizzando le varie componenti della pittura tardo-barocca romana. Ottenne verso il 1685 la Croce di Cavaliere) per l'elevato numero di opere prodotte, collegate alla Chiesa e al Papato. Si sposò due volte (1656 e 1685) e generò quattro figli dalla prima unione con Maddalena Elisabetta De Stefani e ancora quattro dalla successiva con Anna Maffei avvenuta dopo sei anni dalla scomparsa della prima moglie. Quasi cinquantenne abbandonò la residenza romana ed il relativo periodo pieno di soddisfazioni, ma anche denso di vicende spiacevoli (liti e guai giudiziari spesso conseguenti ad episodi legati al comportamento della prima moglie), per stabilirsi presso la casa che edifica a Rocchette in Sabina, suo paese natale, dove ricoprì cariche di Consigliere Comunale e Priore della Confraternita del Santissimo Sacramento; lì istituì una fiorente bottega, disseminando di tele e pitture murali il Reatino e la vicina Umbria, ma anche la stessa Chiesa Parrocchiale (dopo aver partecipato attivamente alla sua ricostruzione collaborando con l'amico architetto scultore Miche Valsangiacomo Chiesa). Fu pittore apprezzato dal duca Federico Sforza Cesarini, che gli commissionò numerose opere.
Trascorse gli ultimi anni della sua esistenza a Rocchette, dipingendo e suonando il cembalo, lasciando la sua casa in rare occasioni, e fu proprio in una di queste, nell'ottobre del 1711, che il pittore settantacinquenne morì improvvisamente a Terni, dove venne sepolto. Purtroppo la chiesa annessa al monastero di S. Procolo), dove riposavano le sue spoglie mortali, oggi è del tutto scomparsa in seguito ai bombardamenti della città nel corso dell'ultimo conflitto mondiale.

## Opere

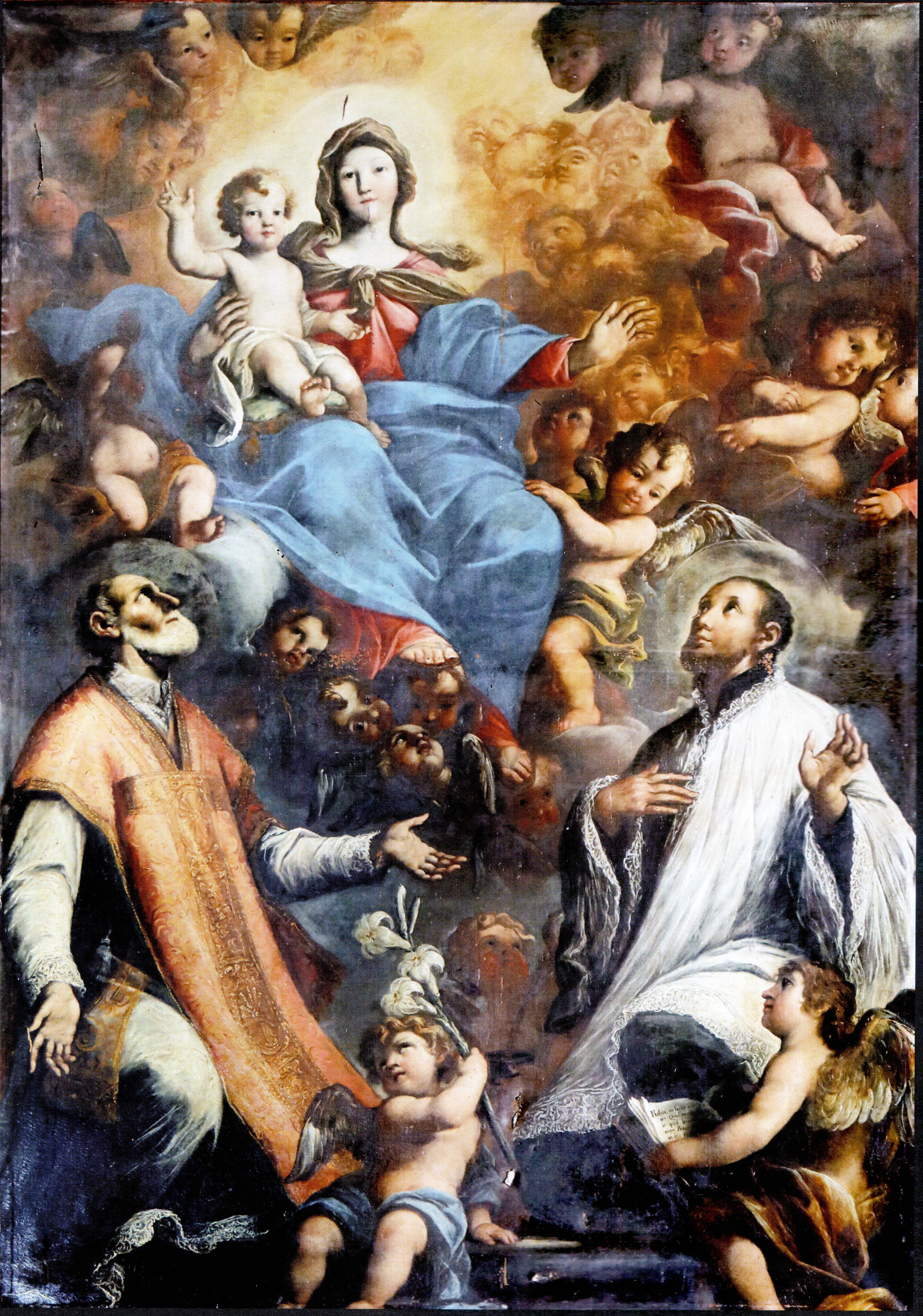
Madonna con Bambino, S. Filippo e S.Gaetano - Rocchette 1701 - Chiesa S.mo Salvatore

- Terni, Palazzo Filerna-Perotti (ora Montani), Agar ed Ismaele nel deserto salvati dall'Angelo, affresco 1682-83.
- Roma, Collegio Romano, Volta di Santa Marta, due tondi laterali con storie della santa.
- Roma, San Carlo al Corso, volte della navata destra, Giustizia, Pace, Legge e Verità.
- Roma, Chiesa di Sant'Agata in Trastevere, affreschi della volta.
- Lanuvio, Collegiata di Santa Maria Maggiore Assunzione della Vergine - olio su tela, 1675.
- Forano, Chiesa di San Sebastiano Trinità incorona la Madonna e santi - olio su tela 1682.
- Collezione Resca, Roma, Santa Rosa da Lima in estasi.
- San Severino Marche, Chiesa di Santa Maria del Glorioso, Adorazione dei pastori.
- Montecastrilli, Chiesa Santa Chiara, Madonna con bambino e Santi - olio su tela 1678.
- Narni, Chiesa di Santa Margherita, Affreschi.
- Bracciano, Museo Civico, L'elemosina di San Tommaso da Villanova - olio su tela 1658-60.
- Rieti, Museo Civico, Sez. Storico-Artistica, L'immagine della madonna del latte sorretta dagli angeli, 1678 ca.
- Terni, collezione privata, (provenienza Rocchette, Chiesa di San Sebastiano), San Sebastiano.
- Rocchette, Chiesa del Santissimo Salvatore, Madonna del Rosario - olio su tela 1692.
- Rocchette, Chiesa del Santissimo Salvatore, Madonna e i Santi Filippo e Gaetano - olio su tela 1701.
- Rocchette, Chiesa del Santissimo Salvatore, Fuga in Egitto della Sacra Famiglia - dipinto ovale.
- Contigliano, Chiesa di Sant'Antonio di Padova, Sant'Antonio con il Bambino Gesù.
- Alatri, Concattedrale di San Paolo, Pietà - olio su tela 1680-82.
- Lubriano (VT), Chiesa Parrocchiale di San Giovanni Battista Decollato, Annunciazione - olio su tela 1680-90.